# 波士頓浪花
波士頓浪花（英語：Boston Breakers）是位於美國波士顿奧斯頓的職業女子足球俱乐部。目前參賽於國家女子足球聯賽，這支新球隊取代參賽已解散的美国女子足球大联盟（Women's United Soccer Association，簡稱WUSA）的舊波士頓浪花成為波士頓地區的職業女子足球會。自從2009年開始波士頓浪花以位於哈佛大学校園的哈佛球場（Harvard Stadium）進行主場賽事。

## 歷史

### 2018賽季
2018年初，儘管尋找新球團的談判停滯不前，但國家女子足球聯賽和美國足協還是允許波士頓浪花參加2018年選秀。然而，之後東主把球隊出售給新英格蘭革命和當地地產商的談判先後失敗。1月25日，在參加選秀僅僅一週後，波士頓浪花宣佈退出聯賽，並終止運作。

### 歷年戰績
| 年度         | 級別         | 聯賽         | 常規賽       | 季後賽       |
| 舊波士頓浪花 | 舊波士頓浪花 | 舊波士頓浪花 | 舊波士頓浪花 | 舊波士頓浪花 |
| ------------ | ------------ | ------------ | ------------ | ------------ |
| 2001年       | 1            | WUSA         | 第 6 位      | 沒有晉級     |
| 2002年       | 1            | WUSA         | 第 6 位      | 沒有晉級     |
| 2003年       | 1            | WUSA         | 第 1 位      | 準決賽       |
| 新波士頓浪花 |              |              |              |              |
| 2009年       | 1            | WPS          | 第 5 位      | 沒有晉級     |
| 2010年       | 1            | WPS          | 第 2 位      | 超級準決賽   |

## 優異之柱
- 2009年：玛伦·迈纳特（Maren Meinert）
- 2010年：安吉拉·胡科尔斯（Angela Hucles）
- 2011年：克丽丝廷·利利（Kristine Lilly）

## 主場球場

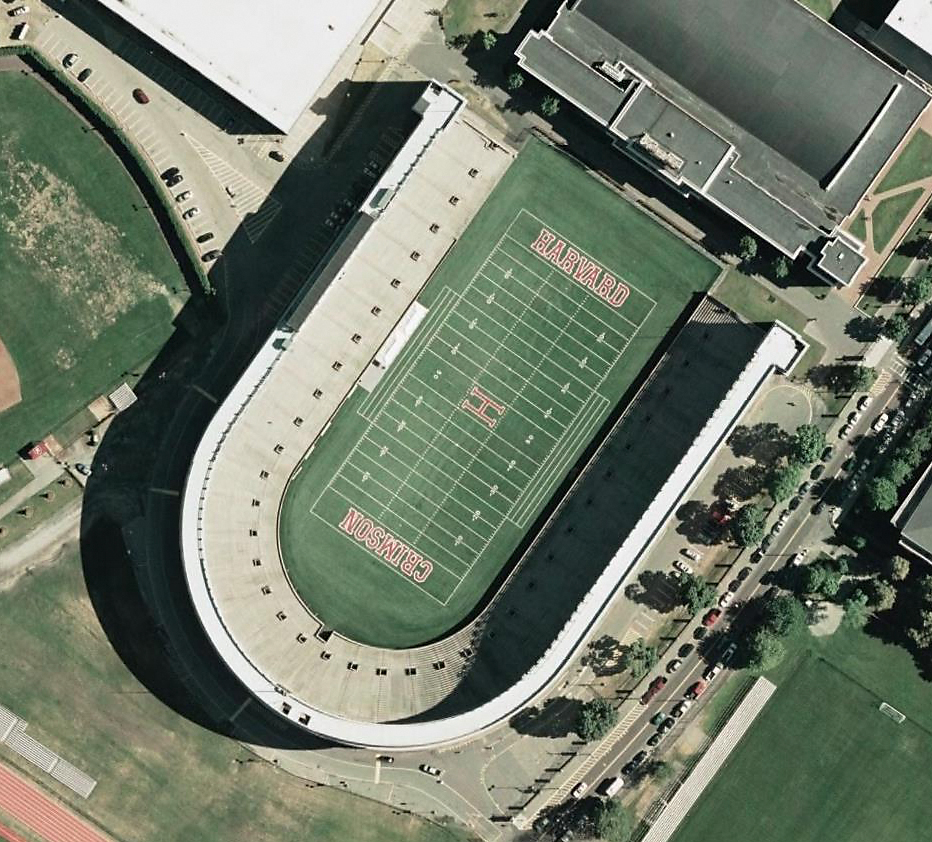
哈佛球場鳥瞰圖

哈佛球場是3座名列美国国家历史名胜的體育場之一。

## 昔日球星

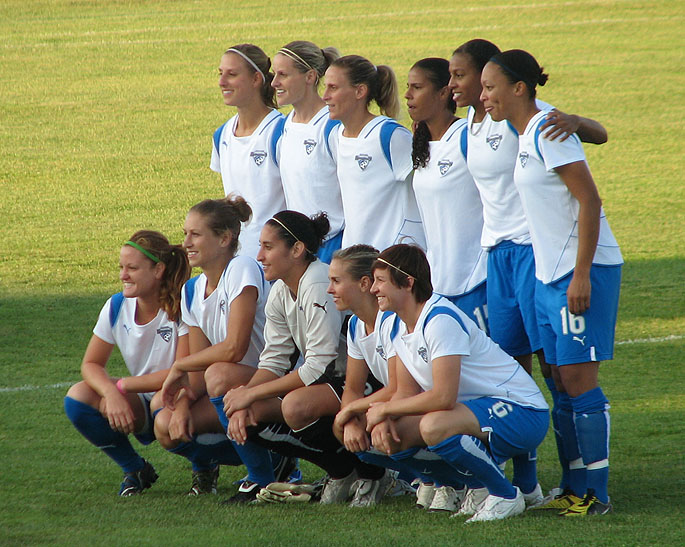
2009年3月一場賽事的正選陣容

- 坎达丝·查普曼（Candace Chapman，2009）
- 安吉拉·胡科尔斯（Angela Hucles，2009）
- 克里斯滕·卢甘碧尔（Kristin Luckenbill，2009）
- 希瑟·米茨（Heather Mitts，2009）
- 埃米·罗德里格斯（Amy Rodriguez，2009）
- 凱莉·舒米迪斯（Kelly Schmedes，2009）
- 克丽丝廷·利利（Kristine Lilly，2009-10）

## 外部連結
- 官方网站